# 機関銀行
機関銀行（きかんぎんこう）とは、少数の事業会社と資本的人的に密接な相互関係をもち、その企業や関連する企業へ融資を集中させる銀行である。

## 定義
堀内昭義・花崎正晴は「機関銀行とは少数の事業会社と資本的、人的に密接な相互関係をもち、その企業や関連する企業へ融資を集中させる銀行」という定義を用いている。寺西重郎は「産業銀行のうち特定の企業ないし企業グループと重役または株主を共通にするために、その企業ないし企業グループに、資産多様化の利益を犠牲にして、優先的に資金供給をする銀行」と定義している。

## 欠点
機関銀行は戦前の日本で蔓延したビジネスモデルだが、経営上は、不健全で脆弱で非効率的だと見做されている。というのは、前述の寺西重郎の定義に「資産多様化の利益を犠牲にして」とあるように、機関銀行はリスク分散をしないという深刻な欠点を持つからである。第一次世界大戦の好景気の後に、1920年（大正9年）の戦後恐慌で事業会社も機関銀行も共に大きな打撃を受けたが、それ以後、事業会社の倒産を回避するために機関銀行は無担保で追加融資を行い続けた。そして1927年（昭和2年）の金融恐慌では、事業会社と機関銀行が共に破綻した。このように、企業と銀行の密接すぎる関係が金融システム不安の原因となったので、この金融恐慌は「機関銀行化した金融機関の破綻」と考えられている。

## 破綻の実例
- 戦後恐慌で1920年（大正9年）4月に茂木商店が破綻すると、茂木商店の茂木惣兵衛が頭取を務め、茂木商店が主要取引先だった第七十四銀行（茂木商店の機関銀行）が5月に破綻した[7]。
- 浅野財閥の浅野昼夜銀行（日本昼夜銀行）は機関銀行の典型として有名である[3]。戦後恐慌で浅野財閥の多くの企業が傾くと救済融資を行ったが、貸付金は不良債権になり、所有する傘下企業の株券は暴落し、銀行の資金が枯渇して破綻寸前になったので、1922年（大正11年）8月15日に安田財閥傘下に入るという形で救済された[8]。
- 東京渡辺銀行は渡辺財閥の機関銀行だったが[9]、戦後恐慌時に渡辺商事が巨額の損失を出し[10]、関東大震災で多くの関係会社の工場が大打撃を受けると[11]、不正融資などで関係会社への融資が全体の七割を超えたとされ[12]、資金繰りのためにあちこちから高利で借金をしていたが[13]、大口貸付先の上毛モスリンが1926年（大正15年）8月に破産すると[14]、翌年の1927年（昭和2年）2月に東京渡辺銀行の内情が報道されて、取付けが始まり、3月14日に衆議院予算委員会で片岡直温蔵相が「東京渡辺銀行が破綻した。」と発言したことで、15日に休業に追い込まれた[15]。これをきっかけとして震災手形の債務者や所有銀行が報道されて、預金者の不安が高まり、取付け騒ぎが発生し、銀行の休業が続出して、金融恐慌が始まった[16]。
- 鈴木商店は戦後恐慌・軍縮・海運不況で傘下の神戸製鋼所と播磨造船所の経営が悪化し、関東大震災の被害・大豆取引の失敗・対外為替相場崩壊でさらに経営難になり、機関銀行だった台湾銀行からの借入金がどんどん増加していき、台湾銀行は借入金やコールマネー（英語版）を増やして運用資金にしたが、1926年（昭和元年）末に、台湾銀行は全貸付金の三分の二が鈴木商店に固定して預貸比率（貸出金を預金額で割った値）が約533%になり資金繰りが悪化し、1927年（昭和2年）の金融恐慌では鈴木商店に対する貸出を中止したので、鈴木商店が倒産した。すると台湾銀行の資金繰りがさらに悪化して同年4月18日から臨時休業に追い込まれた。[17][18][19]
- 第一次世界大戦後に不況が続いたにもかかわらず、川崎造船所の松方幸次郎社長は拡大志向の経営方針を続けて、赤字部門を整理しないまま、次々に新たな設備投資を行って失敗したので、資金が逼迫した。それで兄の松方巌が頭取・取締役を務めていた十五銀行を機関銀行にして依存するようになった。その結果1927年（昭和2年）には十五銀行の全貸出金の11%の4400万円が川崎造船所になった。同年4月の金融恐慌では取付によって十五銀行は4月21日に休業に追い込まれたが、ほぼ同時に川崎造船所も破綻して会社整理された。[20]。
- 藤田財閥（藤田組）は第一次世界大戦の好景気で事業を多角化し拡大したが、1920年（大正9年）の戦後恐慌で傘下企業の経営が悪化して、外部の銀行からの借金を返せなくなったので、藤田組と資本・役員が共通の藤田銀行が肩代わりした。その後も傘下企業の経営はどんどん悪くなって行った。おまけに藤田一族は別荘・椿山荘・政治活動・書画骨董・贅沢な生活などに大金を浪費した。それを支えるために藤田銀行は中小の銀行・生保・信託を買収して運用資金を増やしたが、不良債権は増大していった。1927年（昭和2年）の金融恐慌では藤田銀行が巨額の取付にあった。日本銀行は緊急融資などあらゆる手段を用いて救済しようとしたが、その年末には補償法特別融通で自己整理させる方針を決めた。一族の書画骨董を含む財閥の全ての資産が担保と欠損補填に提出されると、1928年（昭和3年）3月23日に補償法特別融通が確定して、日本銀行から9000万円の融資を受けて、預金者の損害をなくしてから藤田銀行は解散した。この時点で藤田銀行の貸出の63%が藤田財閥関係だった[21][22][23]。こうして藤田財閥そのものも壊滅した[24]。
- 1920年（大正9年）2月に豆粕取引が行き詰まって古河商事が2600万円の損失を出して破綻したので、補填に2000万円必要になった。この頃に機関銀行の古河銀行は既に資金が尽きていたので、第一銀行から800万円、横浜正金銀行から500万円の融資を受けて急場をしのいだが[25]、この莫大な負債によって古河合名（古河財閥の持株会社）は借入金に依存するようになった。借り入れ元は第一銀行と古河銀行だったが、徐々に古河銀行の割合が大きくなって行った。古河銀行は、貸出の4割が古河合名だったので、合名からの利子が大きな収入源となり、銀行と合名は相互に依存していた[26]。だが古河銀行は高い利息で預金を集めたうえ、貸金と見合う両建預金が多くて健全な経営状態では無かったので、1927年（昭和2年）の金融恐慌では破綻銀行と同様の預金取付を受けて日本銀行に救済を求めた[27]。それで辛うじて休業を免れたが、これを契機に古河財閥は銀行経営を断念して、1931年（昭和6年）に古河銀行を解散した[28]。

- 戦前の三井銀行・三菱銀行・住友銀行は、長期貸出を避けて、手数料収入を中心とし、直系企業への貸出は少なく、財閥外部の優良企業への貸出が多かったので機関銀行では無かった[3]。

## 今日の機関銀行
戦後は長い間、銀行が事業会社をコントロールするメインバンクが基本となったが、1998年（平成10年）に大手金融機関が破綻すると、事業会社が大株主になって銀行を経営するようになったり、ソニーがソニー銀行を設立したり、イトーヨーカドーがアイワイバンク銀行（セブン銀行）を設立したりした。そのような中で銀行の大株主が「傘下の銀行を自己都合で利用している恐れのある事実が碓認された」という情報が金融庁に寄せられたので、金融庁は銀行の機関銀行化を防ぐために検査・監督を強化すると2003年（平成15年）2月に報道された。このように、機関銀行は今日的話題でもある。